# اردن اینترنشنال ایر کارگو
اردن اینترنشنال ایر کارگو (به انگلیسی: Jordan International Air Cargo) یک شرکت هواپیمایی با کد یاتا J4 است که در تاریخ ۲۰۰۴ میلادی تأسیس شده است.
دفتر مرکزی اردن اینترنشنال ایر کارگو در امان، اردن واقع شده‌است و قطب این شرکت هواپیمایی در فرودگاه کشوری عمان قرار دارد.